# Lupo II da Aquitânia
Lupo II da Aquitânia (718 - 778), a sua morte em 778, e de acordo com o historiador do século XIX, Jean Justin Monlezun, deveu-se ao facto de ter sido condenado à morte por enforcamento pelo imperador Carlos Magno rei dos francos entre 768 e imperador do ocidente (Imperatur Romanorum) entre 800 até a sua morte em 814.
Foi duque de Gasconha, ducado que herdou de seu pai, o Conde de Poitiers, Hatão da Aquitânia (filho do duque de Aquitânia e da Gasconha, Eudo da Aquitânia e sua esposa Valtruda, filha de Valquisão (filho de Arnulfo de Metz), e de uma senhora cujo nome é desconhecido, conforme demonstrado por documentos do Mosteiro de Alarcon.

## Relações familiares
Foi filho de Hatão da Aquitânia (c. 700 - 744) e por sua vez pai de:
1. Sancho Lopo cujo nome também pode ser referido como Sancho I Lopez ou Lupo Sancho ou Sancho I da Gasconha (sendo que Lopo em língua Basca: Antso Otsoa,[1] francês: Sanche Loup, em Gascão: Sans Lop, Castelhano Lope) (c. 780 - 812 ou  816) foi duque da Gasconha entre os anos de 801 e 812.
2. Semeno da Biscaia (? - c. 815), Duque de Gasconha,
3. Centulo da Biscaia (? - 812), Pai do duque Lupo III, progenitor dos condes de Bigorre e os viscondes de Bearn, e de Garcia Centulo
4. Inhiga, nascida por volta de 765-770, mãe do primeiro rei de Pamplona Íñigo Arista e Banu Cassi Muça ibne Muça, dito o terceiro rei da Espanha
5. Uma filha nascida por volta de 775, esposa do conde de Aragão Aznar I Galíndez.